# 641 v.Chr.

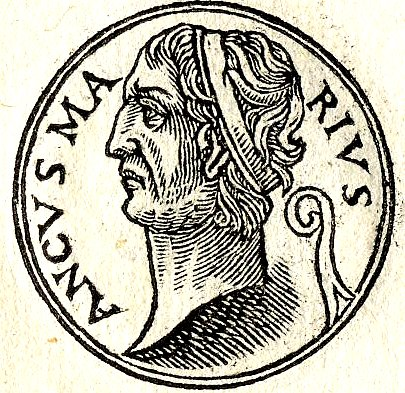
Koning Ancus Martius (641 - 616 v.Chr.)

Het jaar 641 v.Chr. is een jaartal volgens de christelijke jaartelling.

## Gebeurtenissen

### Italië
- Ancus Martius (641 - 616 v.Chr.) wordt door de Romeinse Senaat benoemd tot koning van Rome.

## Overleden
- Tullus Hostilius, koning van Rome